# Nyland, Umeå kommun
För andra betydelser, se Nyland (olika betydelser).
Nyland är en liten by som ligger 22 km sydväst om Umeå. Närmaste grannbyar är Bösta, Strängnäs och Hössjö.
Genom byn går Sörmjöleån men Nylandsborna säger mest Nylandsån eller Nylandsbäcken. 
För länge sedan fanns en skola i Nyland. Numera går barnen i Yttersjö skola mellan årskurs 1 och 3 och sedan 4-6-klass i Kasamark. 
Nyland har en idrottsförening, ett bönhus och en bokbuss som kommer dit var tredje vecka.
År 1998 var det Skogsnolia i byn och då kom 9 001 personer och två år senare var det dags igen och då kom 9 499 personer.
Nyland blev omtalat i samband med identifieringen och gripandet av Hagamannen, som under sin brottsverksamma period och fram till gripandet var bosatt på orten.